# 須藤重人
須藤 重人 （すどう しげと、1965年7月5日 - ）は、日本の農学者。博士（理学）東京大学。
農業・食品産業技術総合研究機構農業環境研究部門 気候変動緩和策研究領域緩和技術体系化 グループ長。

## 人物
神奈川県藤沢市出身。1984年、神奈川県立湘南高等学校を卒業。1990年、慶應義塾大学理工学部化学科を卒業。1997年3月、東京大学大学院理学系研究科化学専攻博士課程を修了。
1997年8月、科学技術振興事業団科学技術特別研究員。1999年10月、農林水産省農業環境技術研究所環境管理部資源・生態管理科農林水産技官。2001年4月、国立研究開発法人農業環境技術研究所物質循環研究領域主任研究員。2003年4月、東京工業大学大学院総合理工学研究科化学環境学専攻連携准教授。2016年4月、国立研究開発法人農業・食品産業技術総合研究機構 農業環境変動研究センター, 上級研究員 2019年12月、奈良女子大学理学部非常勤講師。2021年4月、国立研究開発法人農業・食品産業技術総合研究機構 農業環境研究部門 気候変動緩和策研究領域緩和技術体系化グループ長。

## 著書
- 『GX時代の環境経営を牽引する知財戦略 〜研究開発との連携、環境配慮型材料・製品の知財保護、知財人材の育成〜』ISBN 978 4909118660 AndTech〈2023年11月〉
- 『研究開発の俯瞰報告書 環境・エネルギー分野（2023年）』ISBN 978 4865793789 国立研究開発法人科学技術振興機構 研究開発戦略センター〈2023年3月〉
- 『スマート農業―農業・農村のイノベーションとサスティナビリティ』農林統計出版〈2014年9月〉

## 論文
- 水田転換畑のコムギ・ダイズ作における長期連用条件下での牛ふん堆肥および化学肥料の一酸化二窒素排出係数の評価 蓮川博之, 高山尊之, 武久邦彦, 西村誠一, 秋山博子, 須藤重人 日本土壌肥料科学雑誌 95(1) 38-44 2024年2月
- 農業分野におけるJ-クレジットについて 須藤重人 新潟アグロノミー (56) 34-38 2023年12月 [3]。
- 水田転換畑での大豆栽培における肥効調節型窒素肥料の使用と減肥による一酸化二窒素削減効 2021年12月31日
- チェルノゼムおよび黒ボク土における堆肥混合化学肥料がCO2、N2O生成と植物生育に与える影響  2021年10月23日
- DNDC-Riceモデルを使用したタミルナドゥの異なる灌漑体系のもとでのメタン、一酸化二窒素排出観測結果の検証 2020年8月13日